# Državna cesta D50
Die Državna cesta D50 (kroatisch für ,Nationalstraße D50‘) ist eine Nationalstraße in Kroatien. Die Straße verläuft von der Državna cesta D23 bei Žuta Lokva rund 25 km östlich von Senj weitestgehend parallel zur Autocesta A1 über Otočac und Gospić nach Sveti Rok, in dessen Nähe die A1 gequert wird. Weiter führt sie nach Gračac, wo sie auf die Državna cesta D1 trifft und an dieser endet.
Die Länge der Straße beträgt 104,2 km.